# Arquèves
Arquèves (picardisch: Artchève) ist eine nordfranzösische Gemeinde mit 154 Einwohnern (Stand 1. Januar 2022) im Département Somme in der Region Hauts-de-France. Die Gemeinde gehört zum Kanton Acheux-en-Amiénois und ist Teil der Communauté de communes du Pays du Coquelicot.

## Geographie
Arquèves liegt rund fünf Kilometer westlich von Acheux-en-Amiénois an der Départementsstraße D31 von Léalvillers nach Raincheval.

## Geschichte
Das Gebiet gehörte 1507 Antoine de Vadencourt und war von der Kastellanei von Authie abhängig. Später gelangte es an die Familie de Montebenne. Cyprien de Montebenne, der Herr von Héricourt und Arquèves, wurde zum Feldmarschall ernannt. Er heiratete Élisabeth du Châtelet. Über ihre Tochter, Charlotte de Montebenne, kam die Herrschaft an den 1662 verstorbenen Réné Jean de Mailly. Zuletzt kam die Herrschaft 1743 durch Heirat an den Grafen von Hesecques.

## Einwohner
| 1962 | 1968 | 1975 | 1982 | 1990 | 1999 | 2006 | 2010 |
| ---- | ---- | ---- | ---- | ---- | ---- | ---- | ---- |
| 179  | 171  | 148  | 158  | 137  | 143  | 148  | 152  |

## Verwaltung
Bürgermeister (maire) ist seit 2001 Christophe Deloraine.

## Sehenswürdigkeiten

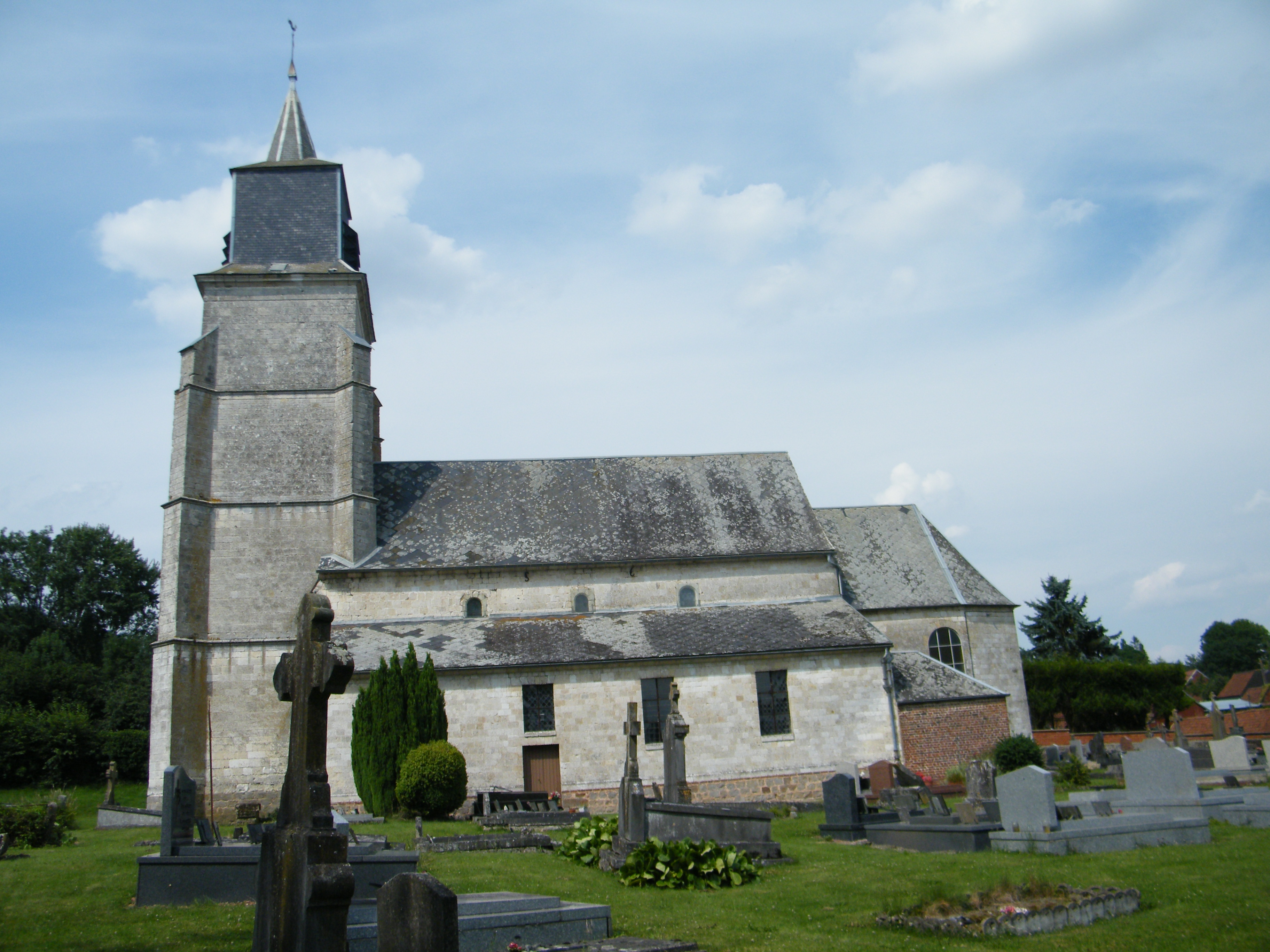
Kirche Saint-Martin

- Die dreischiffige Kirche Saint-Martin ist im romanisch-gotischen Übergangsstil errichtet.
- Das Gehöft Belle-Église im Osten der Gemeinde war im Besitz des Templerordens.